# У завади са светом
У завади са светом је приповетка нобеловца Иве Андрића. У приповеци се описује како деца схватају свет одраслих, свет у који ће и они касније ући. У тексту се види да деца повремено врло добро схватају неке ситуације из живота одраслих, иако су понекад у заблуди. Главни лик приповетке је дечак Лазар. Он одрастање схвата као велики изазов са пуно обавеза. Упркос свим проблемима који га чекају, Лазара привлачи одрастање.

## Тема
Схватања и поглед деце на свет одраслих људи.

## Врста књижевног дела
Приповетка

## Радња
У приповеци се говори о дечаку Лазару који покушава да схвати свет одраслих. Он од очевих другова сазнаје за човека по имену Никола којем посао није добро ишао због тога што је, како очеви другови кажу, био „сумњив”.
У глави је замишљао какав је живот тог човека, како се понаша и како изгледа. Покушао је сазнати нешто више од другова али није добио никакву информацију па је одлучио питати своју тетку Милу. Она му рече само да је Никола изговорио "забрањену реч" и од тад га стално проверавају код котарског предстојника. Више му ништа није открила. Након што је завршио трећи разред, летњи распуст је проводио на селу. Једном приликом је угледао Николу. Није га замишљао као обичног човека па се разочарао. Личио је на неког малог мајстора што је негативно изненадило Лазара. Пробао је сам себе да утеши. Мислио је да Никола неће да буде упадљив и да је то разлог његовог лошег изгледа. Једне среде је одлучио да изговори ту забрањену реч којој није знао значење. Гледао је кроз прозор на улицу. Било је много познатих људи међу којима је био и Бошко Полиција. Он се учинио занимљивим због дела које је Лазар спремао.
Стао је на сред собе и изговорио то. Стрепио је од реакције других, али нико није ни обраћао пажњу на њега. Осетио је страх у себи и помислио је да би било боље да никад није изговорио "забрањену реч". Уздигнуте главе је обишао целу чаршију и вратио се, сео је затворених очију на столицу. Када је тетка Мила ушла у собу, Лазар је осетио потребу да се исплаче пред њом и да јој све каже али је остао јак и прећутао. Тетка је отишла а он је био спреман да настави живот у ишчекивању разних последица.